# Dysphania fannitta
Dysphania fannitta là một loài bướm đêm trong họ Geometridae.